# Le Tremblay

Le Tremblay este o comună în departamentul Maine-et-Loire, Franța. În 2009 avea o populație de 348 de locuitori.